# Kika Moreno
Lourdes Yaurimar Moreno Beleno (Barinas, 25 de enero de 1997), más conocida como Kika Moreno, es una futbolista venezolana que juega como mediocampista en el club Deportivo Independiente Medellín de la Liga Profesional Femenina de Fútbol de Colombia y en la selección nacional femenina de Venezuela.